# Tyranneau à ventre jaune
Ornithion semiflavum
Espèce
Statut de conservation UICN

 LC  : Préoccupation mineure
Le Tyranneau à ventre jaune (Ornithion semiflavum) est une espèce de passereaux de la famille des Tyrannidae (Tyrannidés en français).

## Répartition
Le Tyranneau à ventre jaune se rencontre du sud du Mexique à l'est du Guatemala, au Belize, en passant par le nord-est du Honduras, l'est du Nicaragua, le Costa Rica jusqu'à l'extrême nord du Panama.

## Habitat
Cette espèce fréquente les forêts basses humides et les lisières des forêts secondaires ombragées.

## Sous-espèces
D'après la classification de référence (version 7.2, 2017) du Congrès ornithologique international, cette espèce ne compte pas de sous-espèces.